# Элнать
Элнать, или Елнать, — река в России, протекает по Любимскому району Ярославской области. Площадь водосборного бассейна — 82,4 км².
Образуется при слиянии Большой (слева) и Малой (справа) Элнатей. Протекает на юг. Крупнейший приток — Руша, впадает слева в 1 км от устья. Устье реки находится в 84 км по правому берегу реки Кострома от её устья.
Сельские населённые пункты около реки: Минино, Ключевая, Тетерино, Григорово; напротив устья уже Костромская область.

## Данные водного реестра
По данным государственного водного реестра России относится к Верхневолжскому бассейновому округу, водохозяйственный участок реки — Кострома от истока до водомерного поста у деревни Исады, речной подбассейн реки — Волга ниже Рыбинского водохранилища до впадения Оки. Речной бассейн реки — (Верхняя) Волга до Куйбышевского водохранилища (без бассейна Оки).
Код объекта в государственном водном реестре — 08010300112110000012632.